# Vila Norma (Mesquita)
Vila Norma é um bairro do município de Mesquita no estado do Rio de Janeiro. Faz divisa com os bairros Vila Emil, Cosmorama, Rocha Sobrinho, Banco de Areia e com o bairro de Vila Norma no município de São João de Meriti.